# C.O.P. The Recruit
C.O.P. The Recruit is een actie-avonturenspel voor de Nintendo DS. Het werd ontwikkeld door VD-DEV en in november 2009 door Ubisoft uitgegeven.

## Verhaal
Het spel draait om Dan Miles, een voormalig autocoureur en crimineel die deelneemt aan het Criminal Overturn Program (C.O.P.). De detective die hem arresteerde wist hem te overhalen om bij de CCD (City Control Division) te komen. 
Hij en zijn mentor, Brad Winter, werken als detectives om de inwoners van New York te beschermen. Tijdens een onderzoek naar een reeks terroristische aanslagen in de stad wordt Winter ten onrechte gearresteerd, waardoor het onderzoek moet worden stopgezet. Als Winter wordt vrijgelaten krijgt hij huisarrest. Miles gaat undercover om uit te vinden wat er met hem is gebeurd. 
Hij komt terecht in een grootschalig complot en moet alles op alles zetten om een catastrofe voor de stad te voorkomen. Hierdoor wordt hij lid van een underground racing club en komt hij erachter dat Speed'n Bleed iets te maken heeft met Bomb Zombies.